# 寶珠寺 (瑞浪市)
寶珠寺（宝珠寺・ほうじゅじ）は、岐阜県瑞浪市釜戸町荻之島にある臨済宗妙心寺派の龍泉門派の寺院。山号は龍雲山。

## 歴史
江戸時代になると、釜戸村は旗本の釜戸馬場氏の知行所となった。
三代の馬場利尚は、信光寺系下の寶珠庵と、大仙寺系下の光春院は、当時は檀家数が少なかったため、釜戸馬場氏の菩提寺である天猷寺の末寺にしたいと考えていた。妙心寺からの寺廻状によって
寛文年間の末寺帳作成時に、寶珠庵と光春院は大本山妙心寺の直末となることを希望したが、馬場利尚は「妙心寺の直末では寺役も負担しなければならないから」という理由で、両寺を一応納得させて、「どうしても妙心寺の直末になりたいと願うなら時期を待て」と申し渡して、寶珠庵と光春院の両寺を天猷寺の末寺として寺社奉行に報告した。
ところが、寶珠庵と光春院の両寺とも納得せず、寛文・延宝年間に寶珠庵の住持であった、莫(永)蔵主が、密かに妙心寺に直末を出願し、延宝4年(1676年)に認められた。
後に妙心寺からの寺廻状によって寶珠庵が直末となったことを馬場利尚が知り、「一滴公御立腹ニテ寶珠庵ハ潰候様」となり、この直末寺の一件から天和2年(1682年)に一時期無住となった。
元禄5年(1692年)、本末制度の施行に伴い、釜戸馬場氏四代の馬場尚恒の代に、天猷寺四世の大雲慈徳からの要請により、天猷寺の末寺となり龍泉門派に改めて、釜戸・町屋の藤田家出身の無外一有に命じて再興に取り掛かった。
無外一有は自分の甥にあたる庄屋の三宅嘉助と協力して田地等買添え基礎を定め、元禄6年(1693年)に妙心寺から認められ、寶珠庵を再興して一世となった。
この事から、寶珠寺では再興を指示した天猷寺の大雲慈徳を開山、実際に再興を主導した無外一有を開基、無外一有首座に協力した三宅嘉助を準開基としている。天猷寺の隠居寺となった。
天猷寺所蔵の「釜戸寶珠庵 光春院」本・末寺一件証文の古文書によれば、
宝暦6年（1756年）三世の譚叟祖北が、現在の本尊である聖観世音菩薩を入仏した。 
仏法に精通し、兵庫県明石市の慈泉寺の上野崇雲や、寶珠庵七世の圓道宜頓など弟子数人を育て、文化8年(1811年)に庫裏を改築した。
文政9年(1826年)、名古屋大須の總見寺の漁巣老師(卓洲胡僊禅師)を請し盛大に法会を催した。この会中毎日のように高名な宿老（僧侶）が寶珠庵に来山し、広間四本戸松の墨絵は、横浜市の永田山 寶林寺の師家である妙喜和尚の筆とされる。
嘉永2年(1849年)、八世の大道祖圓は、観音堂及び龍堂を再建し、安政5年(1858年)に弟子の澤雲祖恩に住持の座を譲り、光春院に隠居した。俳句や歌を楽しみ、時の人からは今一休と呼ばれる。俳句や歌を残し、俳号を「売仏」と称した。明治9年(1876年)1月28日に寂し、光春院に葬られた。
明治29年(1896年)、九世の澤雲祖恩は、安江幸右ェ門・水野善九郎の他十数名と協力して本堂を再建した。
明治32年(1899年)、可児郡久々利村の東禅寺の徒弟であった実應恵参が十世住持となった。
明治35年(1902年)4月、子安観音の開扉を兼ね、虎渓山より老師を招き提唱・授戒会を行った。
明治40年(1907年)、可児郡錦津村(八百津町)の明鏡寺に転住した。
明治45年(1914年)、天猷寺から朴雲祖瑞が寶珠庵に隠居し十一世住持となった。
大正4年（1915年）、朴雲祖瑞が高野山奥之院に請願して入仏した厄除弘法大師像が本堂内に安置された。
太平洋戦争中に寶珠寺に寺号を改めた。
本堂には本尊の聖観世音菩薩の他には、子安観音菩薩、弘法大師像が祀られている。

## 境内

### 名号碑
寛文3年(1663年)癸卯三月建立の剣型碑で念仏同行十三人と刻まれている。
天保9年(1838年)建立の2.8mの角柱塔もある。

### 地蔵菩薩石像
元禄9年(1696年)建立の丸彫りの坐像である。
「奉造立等 元禄九年七月十二日 願主 当村 宝須 方信」とあり、像高は80cm・台石を含めると135cmである。
その他、延享4年(1747年)建立の光背付きで合掌姿の立像が3体ある。

### 道祖神碑
元禄11年（1698年)建立の丸彫りで大型の坐像で合掌姿である。 

### 三十三所観音石像
正徳4年(1714年)建立。 

### 聖号碑
正徳4年(1714年)建立。三十三所観音石像の中央にある。像台石に七字聖号あり。

### 十一面観音石像
正徳4年(1714年)建立。三十三所観音の主尊で、宝瓶を持っており、ここの三十三所観音の主尊として造立されている丸彫りで大型のものである。
右手に水瓶、左手は与願印という珍らしい像形に彫られており、台石に「南無観世音菩薩 正徳四午歳二月十八日 施主女人三十五人 荻之嶋村中」とあり村民の名が刻まれている。
髪は高い宝髪に彫られていて聖観音の像形であるが、右手の持物によって十一面観音と考えられる、珍らしいものである。

### 四霊場順拝記念碑
享保4年(1719年)に、荻之島村の三宅七左右門が建立した、四国八十八箇所・西国三十三所・秩父三十四箇所・坂東三十三観音の四霊場への大乗妙典を奉納したと思われる珍らしい廻国塔である。
寶珠寺のものは、瑞浪市内では最初のものと思われるが、立派な笠塔婆の四霊場順拝のもので「大乗妙典奉納」とあるので、百八十八所に納経したという記念塔であると考えられる。
文政5年(1822年)建立の角柱塔で、西国・四国・秩父・坂東供養塔もある。
弘化3年(1846年)建立の自然碑で、奉納百八十八所供養塔もある。
明治41年(1908年)建立の角塔で、西国四国巡拝供養塔もある。

### 如意輪観音石像
享保年間末頃に建立された丸彫りの坐像で、二臂・他に一体がある。施主は釜戸村の足立伝左衛門である。

### 馬頭観音石像
元文4年(1739年)建立の立像で、三面六臂。旧下街道沿いにある。

### 聖観音石像
明和元年(1763年)建立の立像で、光背付。三十三所観音もある。

### 三界萬霊塔
寛政12年(1800年)建立の角柱塔である。

### 神前灯篭
享和3年(1803年)建立。天照皇太神宮・八幡菩薩・春日明神と刻まれている。

### 経典読誦塔
文化7年(1810年)建立の奉読誦観音経の念仏供養塔である。
「奉読誦観音経二千巻・念仏千六百万遍供養塔 文化七年 当所白木屋之分 河合氏」 とある。

### 天神石像
寶珠庵には、江戸時代後半から寺子屋があり、近隣の子供たちが集まって勉学を学んでいた。
文化4年(1807年)に、寺子屋手習子供連中によって建てられた天神石像がある。
「手習天神」と呼ばれる丸彫の立像で、 「天神 文化四年卯三月二十五日 願主手習子供中」とあり、寺小屋の手習子供中によって建てられた。寺子屋手習いを立証する貴重な天神石像といえる。寺小屋の手習子供中によって建てられています。像容は慈相で、神像というより僧容と見られる。

### 緋桜の歌碑
緋桜の歌碑は、昭和6年(1931年)寶珠庵十一世の朴雲祖瑞が建てた歌碑である。

### その他
水子地蔵菩薩像・ 十六羅漢像・六地蔵菩薩像・慈母観世音菩薩像が祀られている。

## 復礼館・復礼学校
明治6年(1873年)、釜戸村では、寶珠庵と天猷寺に義校が置かれた。
寶珠庵に開校された「復礼館」は、明治8年(1875年)、に「復礼学校」、明治20年(1887年)の「荻之島小学校」を経て、明治33年(1900年)、「餘戸第二小学校」となり、大正6年(1917年)、釜戸小学校荻之島分校となり、昭和43年(1968年)に廃校となるまで続いた。平成22年(2010年)3月に建物は解体され、跡地は寶珠寺の駐車場となっている。

## 寺宝

### 函館真景絵馬
幕末の安政年間(1854～1860年)、蝦夷地の松前藩から、美濃の岩村藩に対して製陶技術者の派遣依頼が来た。
岩村藩は松前藩の求めに応じて、荻之島焼窯元の足立岩次（道隆）と数名が函館へ派遣されることとなった。
足立岩次と数名は、函館で約5年間製陶に従事し、美濃焼の技術を箱館焼として広めた。作品は今も各地に残っている。このため岩次は「北海道の陶祖」として、その偉業を顕彰されている。
足立岩次と数名は、函館へ渡る前に事業の成功を祈念し、安政6年(1859年)3月の函館の風景を、縦37cm横136cmの板に描いた「函館真景絵馬」の額を寶珠庵へ奉納した。
この絵馬は 小木曽文洲が描いたもので、讃文は岩村藩の儒学師範であった 田辺恕亭の選になる漢詩で、蝦夷地函館の景観と足立岩次等の壮挙を讃えたものである。
裏面には「安政六歳己未三月十九日奇進 足立岩次」の寄進者名とともに、「箱館表江召連候人夫覚」が記されており、窯職人は多治見村・尾州・阿州・飯田・当所・江戸・京等の18名、大工は大島村・日吉村・尾州等の7名、陶土原料係黒鍬は小里村・水上村・日吉村・桜戸・大馬・平山・池之内（尾州）、四国丸亀・駿河・野尻の他、椋実村・竹折村等の18名と代人たる大阪の儀助・岩村の勘兵衛等総勢45名の名が記されている。
昭和54年(1979年)3月2日に瑞浪市の文化財に指定された。

## 関連リンク
- 龍雲山　宝珠寺　公式ホームぺージ
- 【第六番】　龍雲山　宝珠寺　瑞浪市観光協会